# 摩訶貴由
摩訶貴由（まかきゆ）は、チャンパ王国（占城国）の15世紀の国王（在位：1449年 - 1458年）。
チャンパ国王摩訶貴來の弟にあたる。1449年、兄の王位を奪った。1452年、明の景泰帝によって占城王に封じられた。1458年、摩訶賁該の子に殺害された。